# Peter Stettner

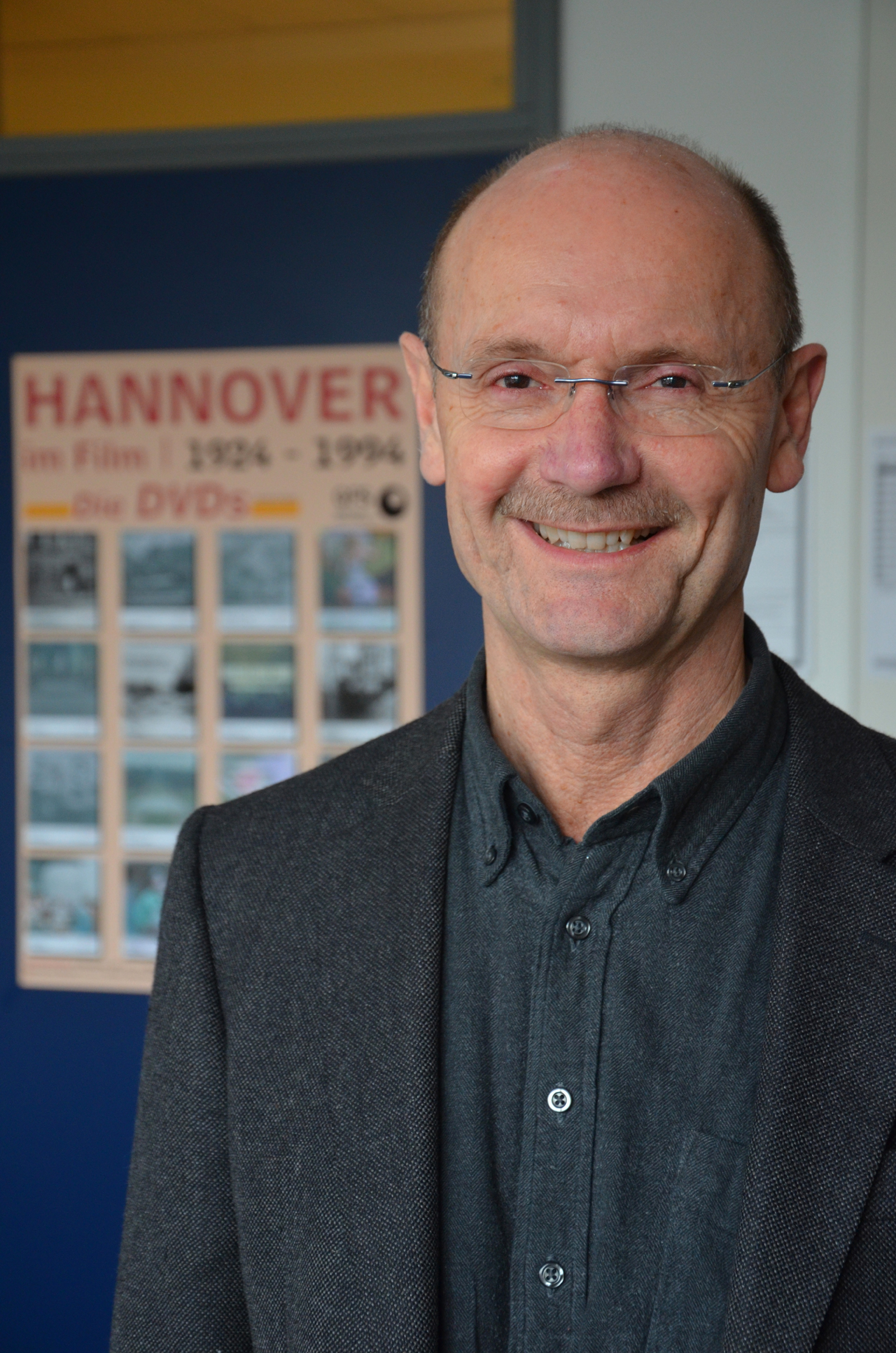
Peter Stettner, unter anderem bis 2022 Leiter des Filminstituts an der Hochschule Hannover, Fakultät Medien, Information und Design

Peter Stettner ist ein deutscher Autor und bis 2022 Leiter des Filminstitut Hannover an der Hochschule Hannover, Fakultät III – Medien, Information und Design.

## Leben
Peter Stettner promovierte an der Universität Hannover zum Thema Vom Trümmerfilm zur Traumfabrik. „Die Junge-Film-Union“ 1947 - 1952. Eine Fallstudie zur westdeutschen Filmproduktion.
Stettner ist unter anderem seit 1988 Autor zahlreicher Beiträge in CineGraph – Lexikon zum deutschsprachigen Film.
Das von ihm bis zu seinem Ruhestand 2022 geleitete Filminstitut Hannover ist hervorgegangen aus dem Kulturarchiv an der Hochschule Hannover, das im Dezember 1995 im Rahmen einer Kooperation zwischen der Fachhochschule Hannover, der Universität Hannover und der Hochschule für Musik und Theater Hannover gegründet wurde.
Das Filminstitut nimmt Forschungsaufgaben im Bereich Film und Geschichte in Niedersachsen wahr und hat folgende wissenschaftliche Arbeitsgebiete:
- Recherche, Sammlung, Dokumentation und Nutzbarmachung von Filmen und filmhistorischen Materialien mit Niedesachsenbezug
- Die Untersuchung historischer Filmbestände in Niedersachsen hinsichtlich ihrer Bedeutung als Quellen für die historische Forschung,
- Die Untersuchung und Bearbeitung von Filmen für die fernsehdokumentarische, journalistische und kommunikationswissenschaftliche Forschung und Ausbildung,
- Biografische Forschung in Bezug auf Filmschaffende in der Region Hannover / Niedersachsen,
- Digitalisierung, Langzeitsicherung und Aufbereitung historischer Filmdokumente für die Bildungsarbeit.[1]

Peter Stettner ist Vorstandsmitglied der „Gesellschaft für Filmstudien e.V.“, Mit-Herausgeber und Autor der multimedialen Lernplattform „Film und Geschichte“ und kuratiert die DVD-Edition „Hannover-Filme“.